# Film Exchange Building
El Film Exchange Building (FEB) es un edificio ubicado en el Downtown de Detroit, Míchigan. Fue diseñado por C. Howard Crane y construido en 1926 para la distribución y reserva de películas para el área de Detroit. Este edificio de siete pisos fue construido cerca del distrito de los teatros de la ciudad y está ubicado en la esquina noreste de la intersección de Cass Avenue y W. Montcalm Street en el borde del vecindario Cass Corridor. Está a tres cuadras al oeste de Comerica Park ya menos de una cuadra de la Fisher Freeway (I-75).

## Historia y construcción

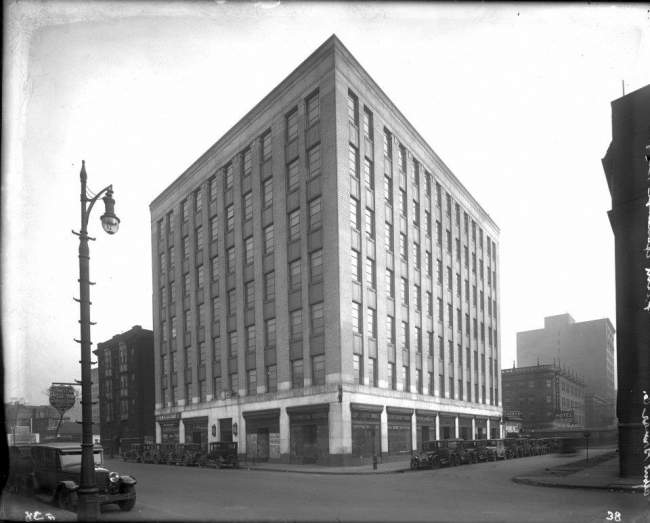
Fotografía del edificio en su estado original.

En su apogeo, Detroit fue una ciudad vibrante, culturalmente diversa y progresista. Allí nacieron la cultura Motown y las Tres Grandes compañías automotrices. En más de 100 salas de cine, tuvo una rica historia de cine desde la década de 1920 hasta la de 1950. Algunas de las salas más lujosas rivalizaban incluso con las de Nueva York y Chicago.
En ciudades como Detroit, las compañías cinematográficas alquilaron espacios de oficinas e instalaciones en edificios para "intercambios de película, esdecir donde los exhibidores (propietarios de teatros) cambiaban películas anteriores por nuevos estrenos. El área donde se ubicaban los intercambios se llamaba con mayor frecuencia "fila de películas".
El Detroit Film Exchange Building tiene siete pisos de altura y se completó en 1926. Está ubicado en la esquina de Cass Avenue y W. Montcalm Street. Tenía tiendas a lo largo de Cass Avenue y Montcalm Street con oficinas y lofts. Algunos de los inquilinos incluían a MGM, Warner Brothers y Universal, cada uno de los cuales alquilaba pisos enteros en el edificio. Fue el primer edificio de este tipo, y muchas otras ciudades posteriormente construyeron inmuebles similares.
El FEB empleó a un gran personal de oficina que incluía vendedores, contables, secretarias, empleados y mecanógrafos, además de los de los departamentos de envío y recepción. Además, debido a la naturaleza frágil de las películas (finas bobinas de celuloide que se reproducen en un proyector de películas), se empleó una gran cantidad de inspectores. Antes de ser enviado a otro teatro, el personal de inspectores inspeccionó diligentemente todo el carrete en busca de daños que consistieran en rasgaduras, rayones, parches dañados y orificios de ruedas dentadas rotos. La mayoría de las veces, los daños se reparaban por completo en el lugar, y el costo se facturaba al cine al devolver el rollo de película. Algunas películas estaban hechas de nitrato, que es muy inflamable, por lo que los empleados que trabajaban con la película operaban en salas ignífugas que tenían puertas de cierre automático.
Los principales estudios lanzaron hasta 60 largometrajes al año, además de muchos cortos semanales y carretes de noticias. El FEB los distribuyó a más de 600 cines en su territorio de la península inferior de Míchigan. Las oficinas de Milwaukee cubrían el territorio de la península superior.

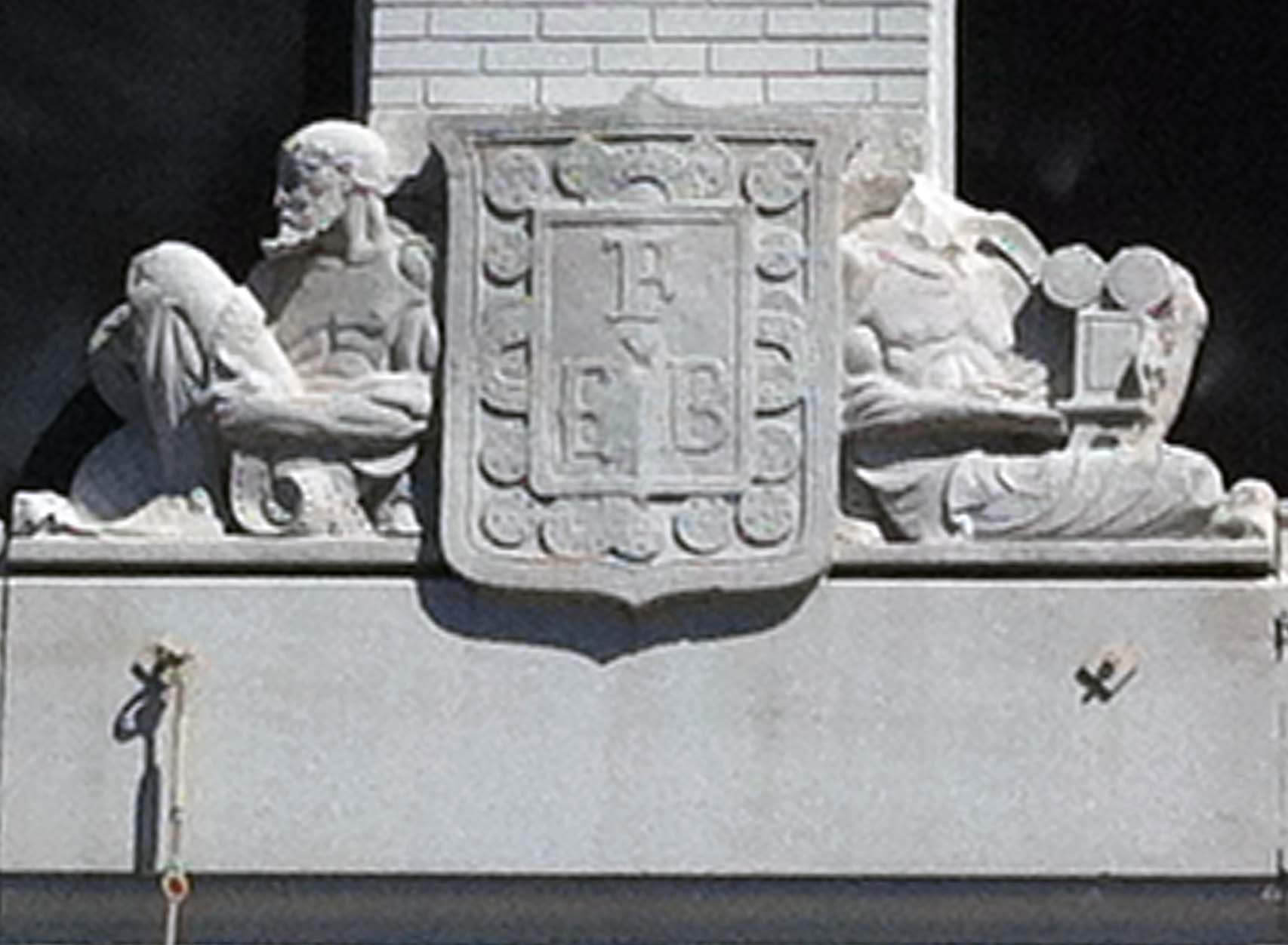
Dos figuras envueltas en película; el de la derecha sostiene un proyector de películas. El relieve que muestra "FEB" también está rodeado de material fílmico.

El FEB fue revolucionario para su época y por eso muchas ciudades construyeron sus propios edificios de intercambio de películas en su estilo. Muchas salas de cine notables como The Fox Theatre, The Alger, The Eastown, The National State Theatre (The Fillmore) y otras solo existen debido al FEB.

## Estructura
Las siete plantas del FEB contienen un sistema de ventilaciones, bóvedas de película, sistema de rociadores, vestíbulos con mármol travertino y una sala de proyección. Tiene una fachada de 91 pies en Cass Avenue y 118 pies en Montcalm. En el exterior hay una base de granito de cuatro pies de altura con el resto del edificio cubierto con piedra caliza de Indiana y ladrillo claro. En el interior se encuentran bóvedas ignífugas realizadas con películas de nitrato, que contienen rejillas de ventilación que conducen al techo, donde están cubiertas por casetas de madera. Los galpones se colocaron para el controlar la temperatura, ya que las bajas temperaturas impedían que la película reaccionara.
Debido a los avances tecnológicos, uno de ellos es la película de seguridad, el edificio de intercambio de películas quedó obsoleto en la década de 1950. A partir de 1964, los principales ocupantes del edificio eran miembros del sindicato, pero después de eso, el número de inquilinos comenzó a disminuir. En la década de 1970, el edificio estaba cerrado. Desde entonces, se han realizado cambios en el edificio. Alrededor de 2000, se reemplazó el techo y en 2005 se taponaron las ventanas rotas del edificio y el edificio se selló de forma segura. Finalmente, durante el verano de 2009 los propietarios pintaron la fachada de un blanco brillante.
La estructura fue construida para el señor y la señora Walter R. Stebbins. Los arquitectos contratados fueron C. Howard Crane, Elmer George Kiehler y los asociados de Ben A. Dore. El contrato de construcción fue otorgado a H. G. Christman Company, ahora The Christman Company de Lansing, Míchigan, y se completó el 15 de noviembre de 1926, con un costo de 1,5 millones de dólares.